# Adolfo Sarasqueta Maiztegui
Adolfo Sarasqueta Maiztegui (Eibar, Guipúscoa, 11 de novembre de 1931 - Zalduondo, Àlaba, 13 de maig de 2015) fou un futbolista professional basc de la dècada de 1950 que jugava com a davanter. Va jugar a la SD Eibar i a la Reial Societat de Primera Divisió.

## Clubs
| Club           | Anys      |
| -------------- | --------- |
| SD Eibar       | 1949-1952 |
| Reial Societat | 1952-1960 |